# 蟹穴古墳
蟹穴古墳（がにあなこふん）は、三重県鳥羽市答志町にある古墳。形状は円墳。史跡指定はされていない。出土灰釉長頸瓶は国の重要文化財に指定されている。

## 概要

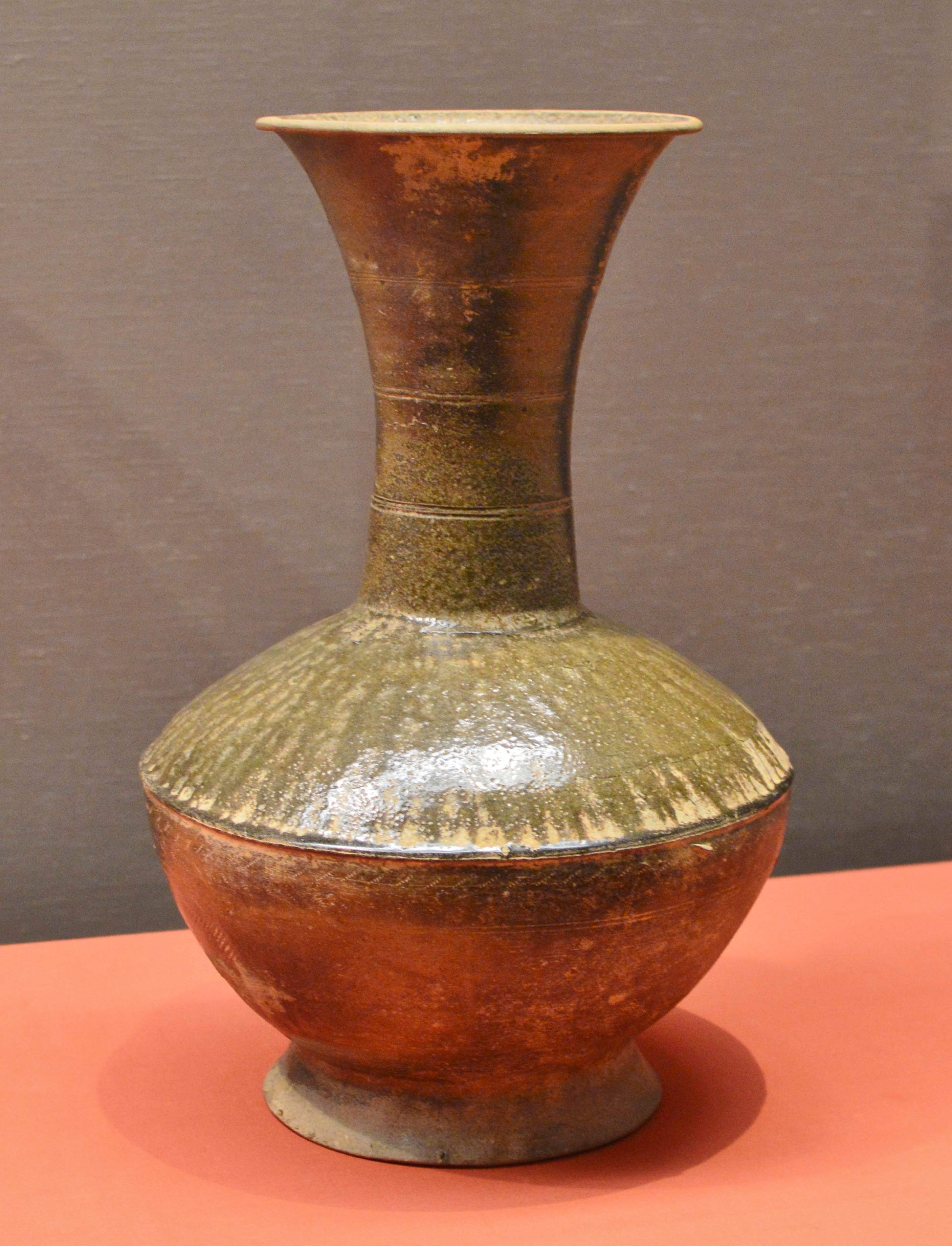
須恵器 長頸瓶
（国の重要文化財）東京国立博物館展示。

三重県東部、志摩半島北東の伊勢湾口に浮かぶ答志島の南側中腹（標高25メートル）に築造された小円墳である。1921年（大正10年）に石室内で須恵器が発見され、1998年度（平成10年度）に発掘調査が実施されている。
墳形は円形で、直径14メートル程度を測る。埋葬施設は無袖式横穴式石室で、南方向に開口した（現在は石室の天井石と上半部を欠失して基底部のみ残存）。石室の平面形としてはやや胴張りを呈し、三河地方からの影響が示唆される。石室内の副葬品としては、大正10年に須恵器（坏1・台付長頸瓶2）が発見されているほか、近年の調査で鉄釘（木棺に使用か）・耳環・金銅装方形透飾・須恵器（坏・高坏）が検出されている。特に長頸瓶1点は、完形品かつ須恵器の長頸瓶としては最大級であり、須恵器の代表例として貴重な資料である。築造時期は古墳時代終末期の7世紀後半頃と推定される。
出土長頸瓶1点は1999年（平成11年）に国の重要文化財に指定されている。

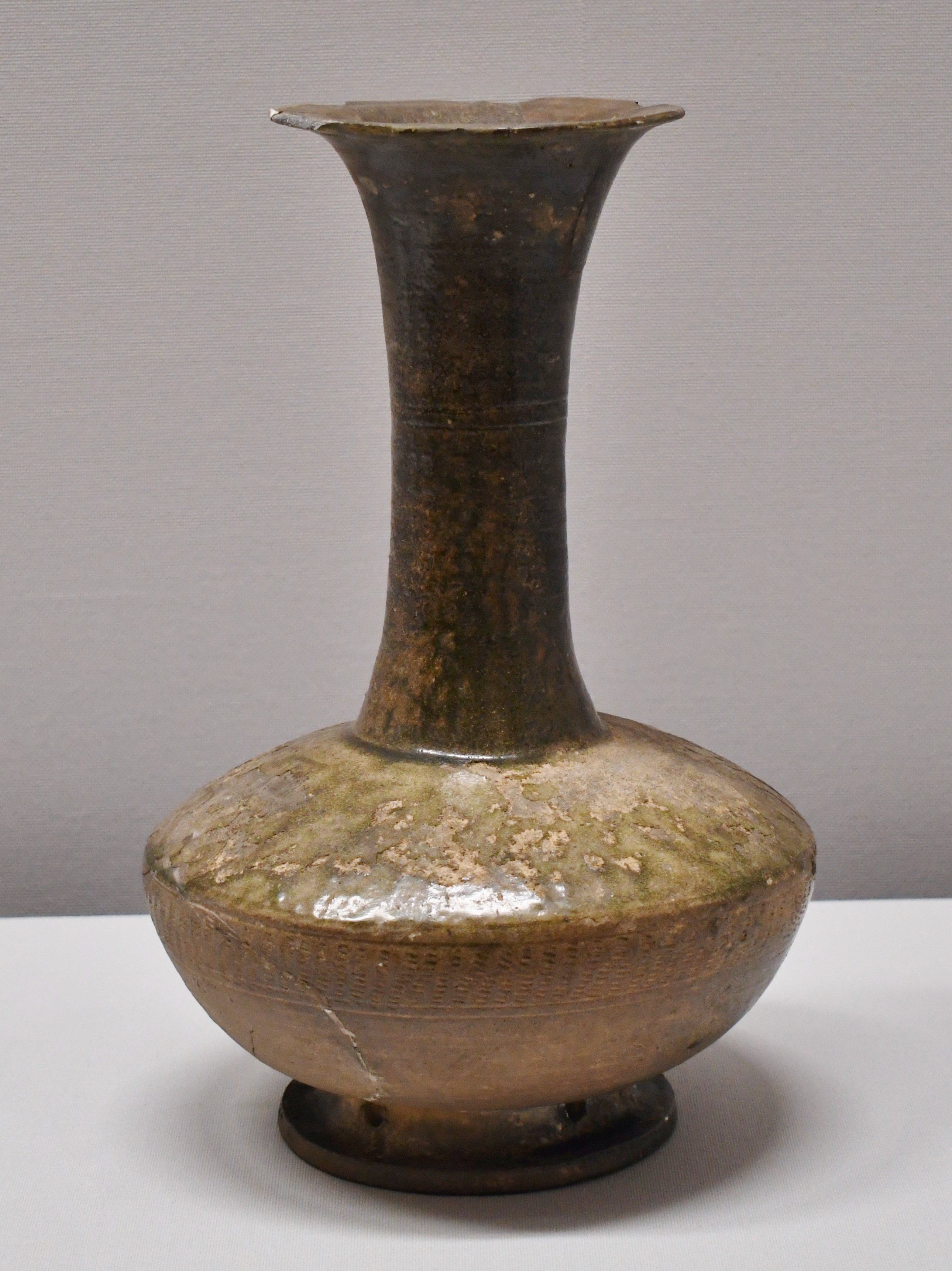
長頸瓶 東京国立博物館展示。

- 長頸瓶
東京国立博物館展示。

## 遺跡歴
- 明治期、石室天井石が海岸築堤工事の記念碑に使用[2]。
- 1921年（大正10年）、畜鶏事業工事に伴う墳丘の地ならし（工事以前もほとんど墳丘は削平）。石室露出、須恵器（坏1・台付長頸瓶2）出土[1][2]。
- 1923年（大正12年）、出土須恵器が帝室博物館に寄贈（現在は東京国立博物館保管）[4]。
- 戦時中、石室内に防空壕の掘削（奥壁付近を除く床面の喪失）[2]。
- 1998年度（平成10年度）、県史編纂事業に伴う発掘調査。副葬品出土（三重県生活部文化課県史編さん室、1999年に報告書刊行）[2][3]。
- 1999年（平成11年）6月7日、灰釉長頸瓶が国の重要文化財に指定。

## 文化財

### 重要文化財（国指定）
- 灰釉長頸瓶 - 高さ55.0センチメートル、口径24.2センチメートル、胴径36.5センチメートル、高台径24.5センチメートル。全体に自然釉がかかる。東京国立博物館保管。1999年（平成11年）6月7日指定[4]。

## 関連施設
- 東京国立博物館（東京都台東区） - 蟹穴古墳の出土品を保管。

## 関連文献
（記事執筆に使用していない関連文献）
- 『鳥羽市答志町所在 蟹穴古墳発掘調査報告』三重県生活部文化課県史編さん室〈三重県史資料調査報告書別冊〉、1999年。